# Peter Kunz (Journalist)
Peter Kunz (* 28. März 1962 in Remscheid) ist ein deutscher Journalist und Auslandskorrespondent. Am 1. Februar 2016 übernahm er die Leitung des ZDF-Landesstudios Niedersachsen in Hannover.

## Leben und Karriere
Peter Kunz legte 1981 in Radevormwald am Theodor-Heuss-Gymnasium das Abitur ab. Im Anschluss absolvierte er bis 1983 ein Zeitungsvolontariat beim Remscheider General-Anzeiger und der Westdeutschen Zeitung in Remscheid und Düsseldorf. Dort absolvierte er auch begleitende Studien der Wirtschaftswissenschaften. 1984 wurde er Regionalkorrespondent für Hörfunk und Fernsehen beim Westdeutschen Rundfunk in Köln. Ab 1987 absolvierte er ein Stipendiat beim Korrespondentenprogramm „Journalistes en Europe“ in Paris und war Mitherausgeber der Zeitschrift Europ. Seit 1988 arbeitet er beim Zweiten Deutschen Fernsehen (ZDF). Dort war er bis 1990 im Landesstudio Hamburg und in der Hauptredaktion Innenpolitik tätig sowie Reisekorrespondent in der ehemaligen DDR. Begleitend studierte er Politikwissenschaft und Psychologie. 1991 übernahm er die Korrespondentenvertretung in der Türkei und der UdSSR. Bis 1992 war er Redakteur in der Hauptredaktion Außenpolitik und moderierte die Sendung auslandsjournal extra auf 3sat. Von 1993 bis 1998 berichtete Peter Kunz über den zentralafrikanischen Raum als Leiter des Studios Nairobi. Bis 2000 war er Politik-Korrespondent im ZDF-Hauptstadtstudio in Berlin und Moderator des täglichen Nachrichtenmagazins heute – in Europa. Zurück in Mainz hat er bis 2003 das ZDF-Reportagemagazin ZDF.reporter mitentwickelt, stellvertretend geleitet und moderiert. Von 2003 bis 2016 war er Leiter des ZDF-Studios Singapur und zuständig für Süd- und Südostasien sowie Australien/Pazifik.

## Auszeichnungen
- 2005: „Marler Fernsehpreis für Menschenrechte“